# Rallye de Turquie 2010
Le Rallye de Turquie 2010 est le 4e rallye du Championnat du monde des rallyes 2010. Il a été remporté par Sébastien Loeb et Daniel Elena sur Citroën C4 WRC.

## Résultats
| Rang              | Pilote              | Copilote          | Numéro            | Voiture              | Écurie                   | Temps             | Écart             | Points            |
| Toutes catégories | Toutes catégories   | Toutes catégories | Toutes catégories | Toutes catégories    | Toutes catégories        | Toutes catégories | Toutes catégories | Toutes catégories |
| ----------------- | ------------------- | ----------------- | ----------------- | -------------------- | ------------------------ | ----------------- | ----------------- | ----------------- |
| 1.                | Sébastien Loeb      | Daniel Elena      | 1                 | Citroën C4 WRC       | Citroën Total WRT        | 3 h 01 min 38 s 7 |                   | 25                |
| 2.                | Petter Solberg      | Phil Mills        | 11                | Citroën C4 WRC       | Petter Solberg WRT       | 3 h 02 min 33 s 2 | 54 s 5            | 18                |
| 3.                | Mikko Hirvonen      | Jarmo Lehtinen    | 3                 | Ford Focus RS WRC 09 | BP Ford Abu Dhabi WRT    | 3 h 03 min 22 s 1 | 1 min 43 s 4      | 15                |
| 4.                | Sébastien Ogier     | Julien Ingrassia  | 7                 | Citroën C4 WRC       | Citroën Junior Team      | 3 h 05 min 24 s 7 | 3 min 46 s 0      | 12                |
| 5.                | Kimi Räikkönen      | Kaj Lindström     | 8                 | Citroën C4 WRC       | Citroën Junior Team      | 3 h 08 min 23 s 0 | 6 min 44 s 3      | 10                |
| 6.                | Federico Villagra   | Jose Diaz         | 9                 | Ford Focus RS WRC 08 | Munchi's Ford WRT        | 3 h 09 min 35 s 4 | 7 min 56 s 7      | 8                 |
| 7.                | Matthew Wilson      | Scott Martin      | 5                 | Ford Focus RS WRC 08 | M-Sport Stobart Ford WRT | 3 h 10 min 08 s 5 | 8 min 29 s 8      | 6                 |
| 8.                | Jari-Matti Latvala  | Miikka Anttila    | 4                 | Ford Focus RS WRC 09 | BP Ford Abu Dhabi WRT    | 3 h 21 min 22 s 9 | 19 min 44 s 2     | 4                 |
| 9.                | Dennis Kuipers (en) | Frederic Miclotte | 56                | Ford Fiesta S2000    | M-Sport Stobart Ford WRT | 3 h 25 min 00 s 9 | 23 min 22 s 2     | 2                 |
| 10.               | Aaron Burkart       | Andre Kachel      | 21                | Suzuki Swift S1600   | Aaron Burkart            | 3 h 28 min 43 s 4 | 27 min 04 s 7     | 1                 |

## Spéciales chronométrées
| Étape          | Spéciale | Heure   | Nom         | Distance | Vainqueur          | Temps              | Leader          |
| -------------- | -------- | ------- | ----------- | -------- | ------------------ | ------------------ | --------------- |
| 1re (16 avril) | ES1      | 08 h 03 | Darlik 1    | 15,66 km | Petter Solberg     | 9 min 30 s 4       | Petter Solberg  |
| 1re (16 avril) | ES2      | 08 h 46 | Karabeyli 1 | 8,23 km  | Mikko Hirvonen     | 4 min 43 s 1       | Mikko Hirvonen  |
| 1re (16 avril) | ES3      | 09 h 14 | Bozgoca 1   | 13,52 km | Sébastien Ogier    | 8 min 11 s 2       | Sébastien Ogier |
| 1re (16 avril) | ES4      | 09 h 57 | Halli 1     | 9,60 km  | Petter Solberg     | 4 min 45 s 0       | Sébastien Ogier |
| 1re (16 avril) | ES5      | 13 h 00 | Darlik 2    | 15,66 km | Sébastien Ogier    | 9 min 11 s 1       | Sébastien Ogier |
| 1re (16 avril) | ES6      | 13 h 43 | Karabeyli 2 | 8,23 km  | Sébastien Ogier    | 4 min 34 s 6       | Sébastien Ogier |
| 1re (16 avril) | ES7      | 14 h 11 | Bozgoca 2   | 13,52 km | Daniel Sordo       | 7 min 59 s 0       | Sébastien Ogier |
| 1re (16 avril) | ES8      | 14 h 54 | Halli 2     | 9,60 km  | Petter Solberg     | 4 min 33 s 8       | Sébastien Ogier |
| 1re (16 avril) | ES9      | 18 h 57 | Istanbul    | 2,20 km  | Sébastien Loeb     | 1 min 55 s 9       | Sébastien Ogier |
| 2e (17 avril)  | ES10     | 08 h 56 | Gocbeyli 1  | 18,17 km | Petter Solberg     | 10 min 34 s 4      | Sébastien Ogier |
| 2e (17 avril)  | ES11     | 09 h 34 | Ulupelit 1  | 12,98 km | Mikko Hirvonen     | 7 min 11 s 1       | Sébastien Ogier |
| 2e (17 avril)  | ES12     | 10 h 27 | Bozhane 1   | 14,59 km | Sébastien Ogier    | 8 min 46 s 7       | Sébastien Ogier |
| 2e (17 avril)  | ES13     | 11 h 00 | Riva 1      | 27,17 km | Petter Solberg     | 15 min 29 s 2      | Sébastien Ogier |
| 2e (17 avril)  | ES14     | 14 h 06 | Gocbeyli 2  | 18,17 km | Sébastien Loeb     | 10 min 24 s 8      | Sébastien Ogier |
| 2e (17 avril)  | ES15     | 14 h 44 | Ulupelit 2  | 12,98 km | Mikko Hirvonen     | 6 min 58 s 8       | Sébastien Loeb  |
| 2e (17 avril)  | ES16     | 15 h 37 | Bozhane 2   | 14,59 km | Sébastien Loeb     | 8 min 43 s 4       | Sébastien Loeb  |
| 2e (17 avril)  | ES17     | 16 h 10 | Riva 2      | 27,17 km | Sébastien Loeb     | 15 min 01 s 4      | Sébastien Loeb  |
| 3e (18 avril)  | ES18     | 08 h 13 | Deniz 1     | 16,76 km | Spéciales annulées | Spéciales annulées | Sébastien Loeb  |
| 3e (18 avril)  | ES19     | 08 h 51 | Mudarli 1   | 21,32 km | Spéciales annulées | Spéciales annulées | Sébastien Loeb  |
| 3e (18 avril)  | ES20     | 09 h 39 | Ballica 1   | 18,22 km | Sébastien Loeb     | 10 min 00 s 5      | Sébastien Loeb  |
| 3e (18 avril)  | ES21     | 12 h 12 | Deniz 2     | 16,76 km | Sébastien Loeb     | 9 min 48 s 8       | Sébastien Loeb  |
| 3e (18 avril)  | ES22     | 12 h 50 | Mudarli 2   | 21,32 km | Sébastien Loeb     | 12 min 35 s 0      | Sébastien Loeb  |
| 3e (18 avril)  | ES23     | 13 h 38 | Ballica 2   | 19,22 km | Sébastien Ogier    | 9 min 51 s 0       | Sébastien Loeb  |

## Classements au championnat après l'épreuve

### Classement des pilotes
| Rang | Pilote               | Rallyes | Rallyes | Rallyes | Rallyes | Rallyes | Rallyes | Rallyes | Rallyes | Rallyes | Rallyes | Rallyes | Rallyes | Rallyes | Total points |
| Rang | Pilote               | SUE     | MEX     | JOR     | TUR     | NZL     | POR     | BUL     | FIN     | GER     | JPN     | FRA     | ESP     | GBR     | Total points |
| ---- | -------------------- | ------- | ------- | ------- | ------- | ------- | ------- | ------- | ------- | ------- | ------- | ------- | ------- | ------- | ------------ |
| 1er  | Sébastien Loeb       | 18      | 25      | 25      | 25      | -       | -       | -       | -       | -       | -       | -       | -       | -       | 93           |
| 2e   | Petter Solberg       | 2       | 18      | 15      | 18      | -       | -       | -       | -       | -       | -       | -       | -       | -       | 53           |
| 3e   | Mikko Hirvonen       | 25      | 12      | 0       | 15      | -       | -       | -       | -       | -       | -       | -       | -       | -       | 52           |
| 4e   | Jari-Matti Latvala   | 15      | 10      | 18      | 4       | -       | -       | -       | -       | -       | -       | -       | -       | -       | 47           |
| 5e   | Sébastien Ogier      | 10      | 15      | 8       | 12      | -       | -       | -       | -       | -       | -       | -       | -       | -       | 45           |
| 6e   | Daniel Sordo         | 12      | 0       | 12      | Ab.     | -       | -       | -       | -       | -       | -       | -       | -       | -       | 24           |
| 7e   | Matthew Wilson       | 6       | 0       | 10      | 6       | -       | -       | -       | -       | -       | -       | -       | -       | -       | 22           |
| 8e   | Federico Villagra    | -       | 6       | 6       | 8       | -       | -       | -       | -       | -       | -       | -       | -       | -       | 20           |
| 9e   | Henning Solberg      | 8       | 8       | 2       | 0       | -       | -       | -       | -       | -       | -       | -       | -       | -       | 18           |
| 10e  | Kimi Räikkönen       | 0       | Ab.     | 4       | 10      | -       | -       | -       | -       | -       | -       | -       | -       | -       | 14           |
| 11e  | Xavier Pons          | -       | 4       | 1       | -       | -       | -       | -       | -       | -       | -       | -       | -       | -       | 5            |
| 12e  | Mads Østberg         | 4       | -       | -       | -       | -       | -       | -       | -       | -       | -       | -       | -       | -       | 4            |
| 13e  | Martin Prokop        | 0       | 2       | -       | -       | -       | -       | -       | -       | -       | -       | -       |         | -       | 2            |
| 13e  | Dennis Kuipers (en)  | 0       | -       | -       | 2       | -       | -       | -       | -       | -       | -       | -       | -       | -       | 2            |
| 15e  | Armindo Araujo       | 0       | 1       | 0       | -       | -       | -       | -       | -       | -       | -       | -       | -       | -       | 1            |
| 15e  | Per-Gunnar Andersson | 1       | -       | 0       | -       | -       | -       | -       | -       | -       | -       | -       | -       | -       | 1            |
| 15e  | Aaron Burkart        | -       | -       | -       | 1       | -       | -       | -       | -       | -       | -       | -       | -       | -       | 1            |

| Couleur | Résultat                                                         |
| ------- | ---------------------------------------------------------------- |
| Or      | Vainqueur                                                        |
| Argent  | 2e place                                                         |
| Bronze  | 3e place                                                         |
| Vert    | Classé, dans les points                                          |
| Bleu    | Classé, hors des points Non classé (Nc.)                         |
| Mauve   | Abandon (Ab.) Retrait (Re.)                                      |
| Noir    | Disqualifié (Dq.)                                                |
| Blanc   | N'a pas pris le départ (Np.) Forfait (Forf.) Épreuve annulée (A) |
| Aucune  | N'a pas participé (-)                                            |

### Classement des constructeurs
| Rang | Équipe                             | Rallyes | Rallyes | Rallyes | Rallyes | Rallyes | Rallyes | Rallyes | Rallyes | Rallyes | Rallyes | Rallyes | Rallyes | Rallyes | Total points |
| Rang | Équipe                             | SUE     | MEX     | JOR     | TUR     | NZL     | POR     | BUL     | FIN     | GER     | JPN     | FRA     | ESP     | GBR     | Total points |
| ---- | ---------------------------------- | ------- | ------- | ------- | ------- | ------- | ------- | ------- | ------- | ------- | ------- | ------- | ------- | ------- | ------------ |
| 1er  | Citroën Total World Rally Team     | 30      | 31      | 40      | 25      | -       | -       | -       | -       | -       | -       | -       | -       | -       | 126          |
| 2e   | BP Ford Abu Dhabi World Rally Team | 40      | 27      | 20      | 24      | -       | -       | -       | -       | -       | -       | -       | -       | -       | 111          |
| 3e   | Citroën Junior Team                | 14      | 18      | 16      | 27      | -       | -       | -       | -       | -       | -       | -       | -       | -       | 75           |
| 4e   | Stobart M-Sport Ford Rally Team    | 14      | 14      | 16      | 12      | -       | -       | -       | -       | -       | -       | -       | -       | -       | 56           |
| 5e   | Munchi's Ford World Rally Team     | -       | 8       | 8       | 10      | -       | -       | -       | -       | -       | -       | -       | -       | -       | 26           |